# Phineas Fletcher
Phineas Fletcher (1582—1650) var en engelsk digter, bror til Giles Fletcher, fætter til John Fletcher.
Fletcher studerede i Cambridge og blev senere præst i Hilgay i Norfolk. 1627 udgav han på latin og engelsk en satire mod jesuitterne: The Locustes or Apollyonists, og skrev senere flere digte, af hvilke det mest bekendte er The Purple Islands, der udkom 1633, men rimeligvis er forfattet tidligere. Det er et stort allegorisk digt i Spensers maner, hvis emne er mennesket som genstand for menneskeligt studium.